# Metanapis montisemodi
Metanapis montisemodi är en spindelart som först beskrevs av Brignoli 1978.  Metanapis montisemodi ingår i släktet Metanapis och familjen Anapidae.
Artens utbredningsområde är Nepal. Inga underarter finns listade i Catalogue of Life.